# Justine Jouxtel
Pour les articles homonymes, voir Jouxtel.
Justine Jouxtel,  née le 1er octobre 1991 est une actrice française.

## Filmographie

### Cinéma
- 2007 : Un secret de Claude Miller : Rebecca Finke
- 2009 : Complices de Frédéric Mermoud

### Télévision
- 2005 : Blandine l'insoumise (Série TV) : Audrey Pagano
- 2005 : Celle qui reste de Virginie Sauveur (Téléfilm) : Alice